# Großweikersdorf
Großweikersdorf è un comune austriaco di 3 121 abitanti nel distretto di Tulln, in Bassa Austria; ha lo status di comune mercato (Marktgemeinde). Nel 1967 ha inglobato il comune soppresso di Baumgarten am Wagram, che era stato istituito scorporandolo dalla stessa Großweikersdorf nel 1891.